# Коларево Село
Коларево Село је насељено место у општини Иванска, у Бјеловарско-билогорској жупанији, Република Хрватска.

## Историја
Почетком 20. века Коларево Село је парохијска филијала која припада православној парохији - селу Нарта.
До територијалне реорганизације у Хрватској насеље се налазило у саставу бивше велике општине Чазма.

## Становништво
На попису становништва 2011. године, Коларево Село је имало 159 становника.
| Националност       | 1991.       | 1981.        | 1971.        | 1961.        |
| Хрвати             | 99 (43,61%) | 94 (34,94%)  | 133 (41,95%) | 166 (39,80%) |
| Срби               | 97 (42,73%) | 107 (39,77%) | 136 (42,90%) | 196 (47,00%) |
| Југословени        | 11 (4,84%)  | 51 (18,95%)  | 14 (4,41%)   | 1 (0,23%)    |
| остали и непознато | 20 (8,81%)  | 17 (6,31%)   | 34 (10,72%)  | 54 (12,94%)  |
| Укупно             | 227         | 269          | 317          | 417          |

## Попис 1991.
На попису становништва 1991. године, насељено место Коларево Село је имало 227 становника, следећег националног састава:
| Попис 1991.‍  | Попис 1991.‍  | Попис 1991.‍ | Попис 1991.‍ | Попис 1991.‍ |
| ------------ | ------------ | ----------- | ----------- | ----------- |
|              |              |             |             |             |
| Хрвати       | Хрвати       |             | 99          | 43,61%      |
| Срби         | Срби         |             | 97          | 42,73%      |
| Југословени  | Југословени  |             | 11          | 4,84%       |
| Мађари       | Мађари       |             | 9           | 3,96%       |
| Чеси         | Чеси         |             | 2           | 0,88%       |
| неопредељени | неопредељени |             | 8           | 3,52%       |
| непознато    | непознато    |             | 1           | 0,44%       |
| укупно: 227  |              |             |             |             |